# 按姓
按姓，是罕见的中文姓氏。

## 來源
明萬曆年間的姓氏介紹書《萬姓統譜》曾引述南北朝的姓氏著作《姓苑》一書，提到該姓氏。元朝时有海北海南宣慰使按摊。許多人改為「安姓」。

## 外部連結
- 臺灣尋根網（页面存档备份，存于）

## 延伸阅读
[在维基数据编辑]
 《欽定古今圖書集成·明倫彙編·氏族典·按姓部》，出自陈梦雷《古今圖書集成》